# Sport i Israel
Fodbold og basketball er anset som de mest populære sportsgrene i Israel. Nationen har opnået meget i mange andre sportsgrene, såsom håndbold og atletik, i tillæg til en variation af andre atletiske aktiviteter.
Når det gælder sport i Israel har hovedvægten ligget på deltagelse i stedet for produktion af eliteatleter. Noget af grunden til dette er behovet for værnepligtige, en pligt næsten alle israelere udfører efter at de er blevet 18 år. En anden grund kan ligge i den jødiske sædvane eller psyken som traditionelt anser atletisk jagen for en slags konkurrence. Dette kan ses i makkabernes historie (og Chanukka) og deres afvising af oldtidens olympiske idealer.
Ligevel følger mange moderne israelere med på fodbold- og basketballhold næsten lige lidenskabelig som andre europæere gør. I de Olympiske lege har Israel vundet seks medaljer i judo, fægtning, kanoroing og windsurfing.
Fra en deltagers perspektiv så elsker mange israelere ikke-konkurrerende aktiviteter såsom svømning, gå på tiyul (gåturer) og at spille matkot på stranden. En sport som er specielt populær på juniorniveau er en form for dødbold kaldt ga-ga.

## Populære sportsgrene i Israel

### Fodbold
Den vigtigste sportsgren i Israel er fodbold, som spilles blandt Israels hold, både jødiske og arabiske. Fodbold blev spillet i Israel selv før staten Israel blev etableret, tilbage til da briterne styrede området. Israelsk fodbold styres af Det israelske fodboldforbund. De mest populære og tilskuertrækkende kampe spilles i Israels øverste division – Ligat ha'Al.
Fodbold i Israel spilles af mænd og kvinder, selv om kvindernes fodboldiga langt ifra er så populær blandt israelske fodboldfans.

#### Israelsk fodbolds historie
Efter som Israel udviklede sig politisk har fodboldhold forbundet sig med politiske partier, så som Hapoel, Maccabi Tel Aviv, Betar og andre. Disse bliver fortsat ofte støttet af deres respektive politiske partiers ledelse. For eksempel er det sandsynligt at se partiledere fra partiet Likud på Beitar Jerusalem-fodboldkampe. Men det politiske aspekt er blevet mindre prominent i de sidste år.
Amerikansk fodbold i Israel er baseret på Kraft Family-stadium i Jerusalem. For tiden er der fire ligaer som spiller amerikansk fodbold. Den største liga i 2007 var men's contact og den har 57 hold som konkurrerer for det årlige Holyland Bowl-mesterskabet. Kvindernes liga hedder WAFI og har 13 hold. Yoseg Goodman High School-ligaen har tolv hold, og Tuesday Night co-ed-ligaen har fem hold. Omtrent 1 000 spillere er involveret i ukendtlige fodboldaktiviteter.

### Basketball
Basketball er anset som den næstmest populære sportsgren i Israel, efter fodbold. Det israelske basketbalhold af Maccabi Tel Aviv er blandt de bedste i Europa, og har vundet Euroleague fem gange, i 1977, 1981, 2001, 2004 og 2005.

### Tennis
Tennis er en sport som øger i popularitet med professionelle spillere som rangerer højere og højere på professionelle rangeringer. Højt rangerede spillere er for eksempel Amos Mansdorf, Anna Smashnova, Shahar Peer (rangeret som nr. 15 av WTA (Kvindernes tennisforbund) den 29. januar 2007) og dobbeltholdet Andy Ram og Jonathan Erlich (verdens syvende bedste hold i 2006) – alle har trænet ved Israel Tennis Centers.
Per 2008 så havde både mændenes og kvindernes hold kvalificeret sig for topgrupperne i verden – mændene er i Davis Cup-verdensgruppen og kvindernes hold er i Fed Cuppen-verdensgruppe I.

### Ishockey
Ishockey startede i Israel i 1986, da første skøjtebane åbnede i Qiryat Motzkin. Israel har over 1 000 ishockeyspillere. Israel blev i 2007 degraderet til ishockeydivision II verdensmesterskab. For tiden er israelsk ishockey på vej op, med seks hold som deltager i 2008: Metulla, Haifa, Maalot, Rehovot, Rishon Lezion og Bat Yam. Rulleskøjtehockey er også stort i Israel med over ti baner fordelt rundt om i landet.

### Håndbold
Håndbold er også i færd med at blive populært i Israel. Israels herrelandshold deltog i EM i håndbold for mænd i 2002 i Sverige. Hapoel Rishon Lezion kvalificerede sig til kvartfinalen i EHF Champions League i 2000.

### Baseball
Det er omtrent 1 000 baseball-spillere i Israel, og sommeren 2007 blev Israel baseballiga, styret af Larry Baras, startet. Den var den første professionelle baseballiga i Mellemøsten. For tiden er der seks hold som spiller på tre stadioner. Det første mesterskab var Bet Shemesh Blue Sox styret af Ron Blomberg.

### Atletik
Atletikudøvere i Israel fokuserer sig mest på Maccabiha-legene og det de internationale olympiske lege, hvor Israel har opnået betydelig succes igennem sin korte historie.

#### Maccabiah-legene
Maccabiah-legene er et internationalt jødiske atletsstævner, ligesom de olympiske lege, som holdes hvert fjerde år i Israel. De første lege blev holdt i 1932.

#### Olympiske lege
Selv om Israel har vundet flere medaljer gennem årene er Israel mest normalt husket for ulykken under Sommer-OL 1972 i München i Bayern (Tyskland), hvor arabiske terrorister stormede det israelske holds tilholdssted, tog elleve gidsler og myrdede alle senere. Gal Fridman vandt Israels første olympiske guldmedalje i Sommer-OL 2004 i Athen (Grækenland)
| År   | Atlet            | Medalje | Sport       |
| ---- | ---------------- | ------- | ----------- |
| 1992 | Yael Arad        | Sølv    | Judo        |
| 1992 | Oren Smadja      | Bronze  | Judo        |
| 1996 | Gal Fridman      | Bronze  | Windsurfing |
| 2000 | Michael Kolganov | Bronze  | Kanokøring  |
| 2004 | Ariel Zeevi      | Bronze  | Judo        |
| 2004 | Gal Fridman      | Guld    | Windsurfing |

## Sportsmedier i Israel
Sport har været en stor del af den israelske kringkastinga siden starten af organiseret sport i landet. Massemediers påvirkning på israelsk sport har øget betragtelig de sidste årene, noget som er mest synligt i fodbold og basketball, hvor holdbudgetterne til en stor grad bygger på betalinger fra TV-netværk som køber retten til at kringkaste sportsarrangementer[kilde mangler].
TV, radio, aviser og nyhedswebsteder er hovedkanalerne hvor israelsk sport bliver analyseret, kringkastet og diskuteret. Generelt så er det fodbold som tiltrækker sig den store opmærksomhed fra israelske medier, noget som ses i alle underkanaler.

## Israelske arabere i sport
Til trods for landets politiske problemer deltager flere og flere arabiske sportsmænd på israelske fodboldhold, og bidrager til Israels succes på internationale arenaer. Abbas Suan, en af Israels bedste fodboldspillere, er en israelsk araber.

## Eksterne links
- Sport i Israel
- The Israel Football Association Arkiveret 17. juli 2007 hos  Wayback Machine
- Israel Basketball Association Arkiveret 27. juli 2014 hos  Wayback Machine (hebraisk)
- Sports Associations in Israel